# Hellzapoppin'
Pour plus de détails, voir Fiche technique et Distribution.
Hellzapoppin’ est un film américain en noir et blanc réalisé par H. C. Potter, sorti en 1941.
Le film est tiré de la comédie musicale de même nom (en) créée en 1938.
Le film fut distribué en France à partir de 1947, le sous-titrage français ayant été fait par Pierre Dac et Fernand Rauzéna. La comédie, initialement intitulée Olsen & Johnson's Hellzapoppin', fut de nouveau montée plusieurs fois ultérieurement (et notamment par Alexander Cohen et Jerry Lewis).

## Synopsis
La comédie et le film traitent, sur un mode burlesque, des us et coutumes des milieux du spectacle, du théâtre et du cinéma.
Ole (Ole Olsen) et Chic (Chic Johnson) ont entrepris de tourner un film mais le producteur impose un coscénariste, Jeff. Ce dernier est amoureux de Kitty, future très riche héritière convoitée par Woody, un jeune homme fortuné. Parallèlement, Betty, la sœur de Chic, s'est éprise d'un prétendu aristocrate russe, un soi-disant comte qui est en fait un vrai prince russe mais se fait passer pour un aventurier. Quimby, un détective, vient se mêler aux divers quiproquos et en provoquer.
Jeff leur fait entendre qu'ils doivent l'aider à monter une comédie musicale dans leur jardin, donner le principal rôle féminin à Kitty et, ainsi, leur permettre de trouver une salle sur Broadway. Jeff fera croire que le producteur est très satisfait mais celui-ci découvrira la supercherie.

## Fiche technique
- Titre original : Hellzapoppin’
- Titre français et belge : Le Studio en folie[1]
- Réalisation : H. C. Potter
- Scénario : Nat Perrin, Warren Wilson
- Directeur de la photographie : Woody Bredell
- Montage : Milton Carruth, Ted J. Kent
- Trucages : John P. Fulton
- Direction musicale : Charles Previn
- Livret et Musique : Don Raye (lyrics), Gene de Paul (musique), Sammy Fain (co-compositeur et co-lyriciste).
- Supervision musicale : Ted Cain
- Musique originale : Frank Skinner
- Ballet nautique : The Olive Hatch's Water Ballet
- Costumes : Vera West
- Producteurs : Jules Levey, Alex Gottlieb et Glenn Tryon
- Société de production : Universal Pictures
- Société de distribution : Universal Pictures
- Pays de production :  États-Unis
- Langue originale : anglais américain
- Format : noir et blanc — 35 mm — 1.37:1 — son : mono (Western Electric Mirrophonic Recording)
- Genre : comédie musicale
- Durée : 84 min
- Dates de sortie : 
  - États-Unis : 25 décembre 1941 (première à New York)
  - États-Unis : 26 décembre 1941 (sortie nationale)
  - France : 26 février 1947
- Affiche : René Lefèbvre (France)

## Distribution
- Ole Olsen : lui-même
- Chic Johnson : lui-même
- Martha Raye : Betty Johnson
- Hugh Herbert : Quimby
- Jane Frazee : Kitty Rand
- Robert Paige : Jeff Hunter
- Mischa Auer : Pepi
- Richard Lane : le réalisateur
- Lewis Howard : Woody Taylor
- Clarence Kolb : Andrew Rand
- Nella Walker : Mme Rand
- Shemp Howard : Louis, le projectionniste
- Elisha Cook Jr. : Harry Selby
- Frank Darien : l'homme qui recherche Mrs. Jones pour lui donner une plante
- Catherine Johnson : Lena, la femme qui recherche Oscar
- Gus Schilling : le chef d'orchestre
- Lorraine Page and The Six Hits
- Slim Gaillard : lui-même
- Slam Stewart : lui-même

Acteurs non crédités
- Frank Austin : un chauffeur
- Jean Porter : Chorine
- Bert Roach : Robert T. MacChesney
- Angelo Rossitto : un petit diable
- Andrew Tombes : Max Kane
- The Harlem Congeroo Dancers
- The Olive Hatch Water Ballet

## Chansons du film
- Hellzapoppin’ (interprété par The Six Hits),
- What Kind of Love Is This? (interprété par Martha Raye),
- Watch The Birdie (interprété par Martha Raye et The Six Hits),
- You Were There (interprété par Jane Frazee puis par les chœurs et Jane Frazee pour la séquence aquatique),
- Heaven for Two (interprété par Robert Paige et Jane Frazee),
- Congeroo (Swing Dancing) interprété par Slim Gaillard, Slam Stewart, plusieurs musiciens et les Harlem Congeroo Dancers (Whitey's Lindy Hoppers),
- Puttin' on the Dog,
- Conga Beso (interprété par Jane Frazee puis par Martha Raye).
- Waitin' for the Robert E. Lee (1912, Wolfe Gilbert & Lewis F. Muir) (interprété par Jane Frazee, Martha Raye et les chœurs).

## Commentaires
Les dialogues frôlent l'absurde (« — combien prenez-vous pour hanter des demeures ? — de combien de pièces ? »), des personnages insolites interviennent (animaux parlants, monstre à la Frankenstein) et les gags s'enchaînent à un rythme soutenu, ponctués par celui, en forme de leitmotiv, du machiniste apportant des fleurs puis des arbustes, enfin un cèdre, à Mr. Jones. L'orchestre féminin de Lorraine Page (Lorraine Page All-Girl Orchestra) et le groupe musical The Six Hits and a Miss apparaissent dans le film, une troupe de danseuses dénommée The Harlem Congeroos et les duettistes Slim and Slam interviennent également, c'est tout l'univers d'une comédie musicale foldingue que les réalisateurs tentent de remettre sur les rails de la crédibilité ou, du moins, de ses apparences.

## Autour du film
Produit par Mayfair Production pour Universal Pictures, Hellzapoppin' obtient un assez franc succès et, en 1943, est nommé aux Oscars pour sa musique et, curieusement, pour une chanson de Gene de Paul et Don Raye qui n'appartient pas au film mais à une autre production de Mayfair, Keep 'Em Flying. La carrière internationale du film débute en Suède (décembre 1942), puis en France, avant de reprendre, en 1948, aux États-Unis, puis en Italie, aux Philippines, à Hong Kong, et de nouveau en Europe. Il est régulièrement programmé en France, et pour la dernière fois en avril 2002.
Hellzapoppin fait référence à Citizen Kane et, à son tour, fournit directement un gag à Tex Avery, et un autre aux Monty Python.
Contrairement à ce que peut laisser penser l'affiche française, Pierre Dac ne joue aucun rôle dans ce film. Il est cependant l'auteur des sous-titres français (en collaboration avec Fernand Rauzena).